# ハワイ州道11号線

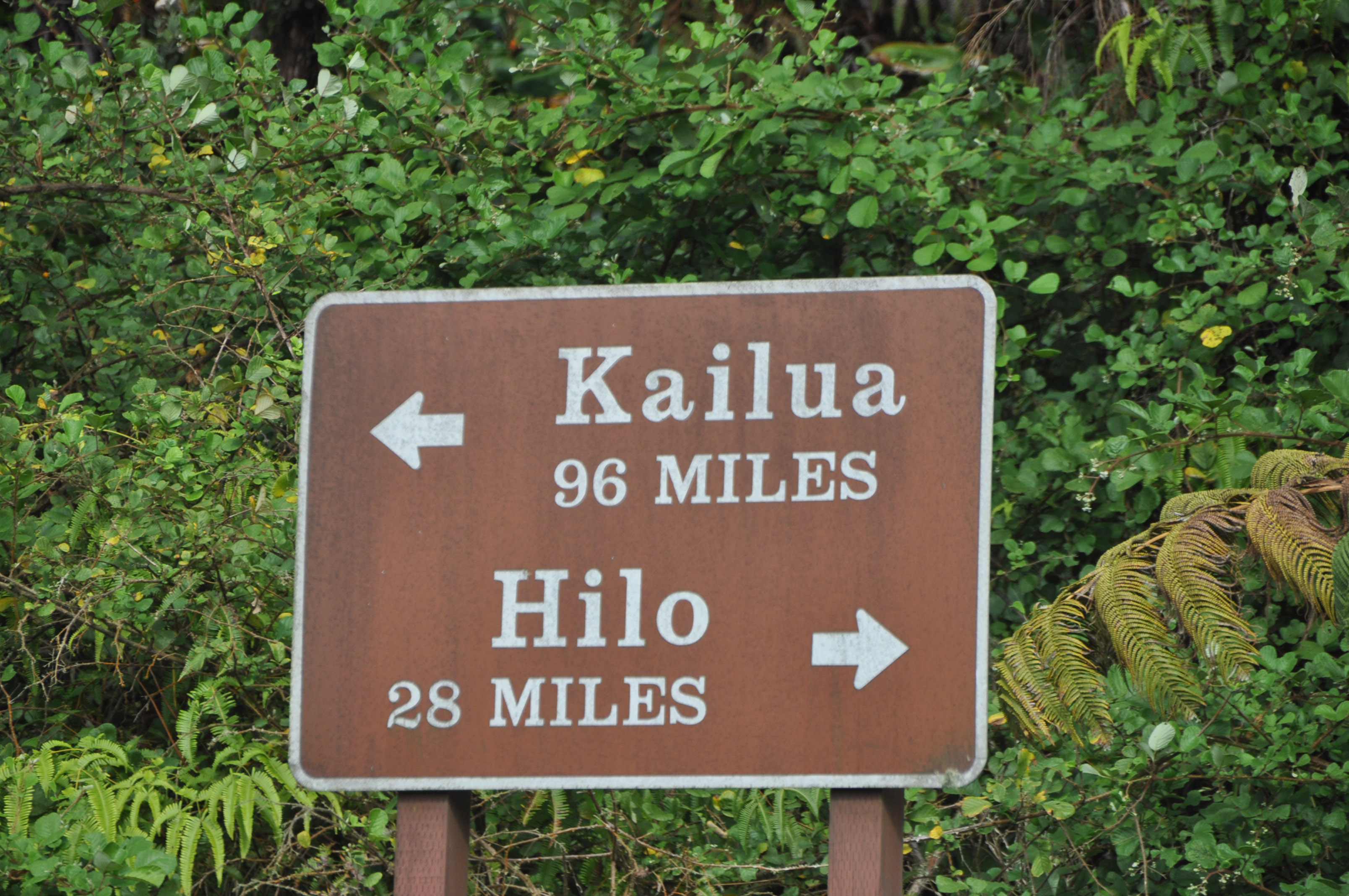
ハワイ州道11号線のハワイ火山国立公園入口近くの道路サイン

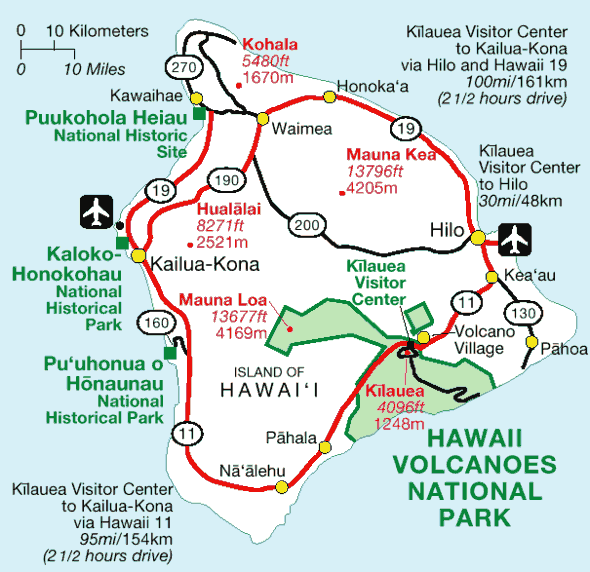
ハワイ州道11号線は東海岸のヒロと西海岸のカイルア・コナを南回りで結ぶ道路。

ハワイ州道11号線（ハワイしゅうどうじゅういちごうせん、英語: Hawaii State Highway 11）はアメリカ合衆国ハワイ州の最大の島であるハワイ島にある海岸線に沿って島を一周したマーマラホア道路（Māmalahoa Highway、別名：ハワイ・ベルトロード）の一部で、島の東西二つの都市、ヒロとカイルア・コナを南回りで結ぶ全長122.3kmの道路である。
島の北部を海岸寄りに両都市を結ぶ路線はハワイ州道19号線である。最近島の中央部を通り東西を直接結ぶハワイ州道200号線（旧名：サドルロード）が整備されたので、こちらがよく使われている。

## 路線
ハワイ州道11号線は、ヒロ市内のカメハメハ・アベニュー（ハワイ州道19号線）とバニアン・ドライブ（Banyan Drive）の交差点を出発するとカノエレフア・アベニュー（Kanoelehua Ave.）と呼ばれて、ヒロ国際空港、プリンス・クヒオ広場、パナエワ雨林動物園（Panaʻewa Rainforest Zoo）を過ぎて、パホアへ至るハワイ州道130号線の出発点ケアアウ（Keaau）、ハワイ火山国立公園入り口、サウスポイントへ至るサウスポイント・ロードの出発点、マヌカ州立公園、ホナウナウ、キャプテンクック、ケアウホウ・リゾートエリアなどを通過して、カイルア・コナ付近でクイーン・カアフマヌ・ハイウェイとなり、パラニ・ロード（Palani Road）との交差点で終わる。

## 参照
1. ↑   Drive North or South route Kona-Hilo? (英語)
2. ↑   ハワイ島観光情報 トピック